# Limonium boitardii
Espèce
Limonium boitardii est une espèce de plantes à fleurs de la famille des Plumbaginaceae endémique de la Tunisie.